# Monumento ai caduti (Giffone)
Il monumento ai caduti è un memoriale sito a Giffone, in Calabria. È posto in uno slargo sulla strada principale, che porta verso la Piazza del paese.
Il monumento, in bronzo, è opera dello scultore oppidese Concesso Barca e risale, come altri della sua produzione di monumenti e lapidi ai Caduti, agli anni venti del XIX secolo.

## Storia
Creato originariamente per commemorare i caduti della prima guerra mondiale, nel 1946 sono stati effettuati degli interventi sul monumento per aggiungere delle lastre, in granito, con i nomi dei caduti del secondo conflitto mondiale.

## Descrizione
La cima del monumento è costituita dalla scultura di un soldato, con uno scudo sulla mano sinistra e un gladio in quella destra. Sotto al soldato, un piedistallo quadrangolare riporta i nomi di sessantadue caduti durante la grande guerra e di quarantasette della seconda guerra mondiale.